# هانتوم‌هایزن
هانتومهویزن (به هلندی: Hantumhuizen) یک منطقهٔ مسکونی در هلند است که در دونگرادیل واقع شده‌است. هانتومهویزن ۲۰۰ نفر جمعیت دارد.